# مگس‌گیر اندوهگین
مگس‌گیر اندوهگین (نام علمی: Myiarchus barbirostris) گونه‌ای از پرندگان تیرهٔ ژیان‌مرغان و بومی جامائیکا است. زیستگاه‌های طبیعی آن جنگل‌های جلگه‌ای نمناک نیمه‌گرمسیری یا گرمسیری، جنگل‌های کوهستانی نمناک نیمه‌گرمسیری یا گرمسیری و جنگل‌های پیشین به شدت دگرگون‌شده است.